# Municipalité du district de Vilkaviškis
La municipalité du district de Vilkaviškis (en lituanien : Vilkaviškio rajono savivaldybė) est l'une des soixante municipalités de Lituanie. Son chef-lieu est Vilkaviškis.

## Seniūnijos de la municipalité du district de Vilkaviškis
- Bartninkų seniūnija (Bartninkai)
- Gižų seniūnija (Gižai)
- Gražiškių seniūnija (Gražiškiai)
- Keturvalakių seniūnija (Keturvalakiai)
- Kybartų seniūnija (Kybartai)
- Klausučių seniūnija (Klausučiai)
- Pajevonio seniūnija (Pajevonys)
- Pilviškių seniūnija (Pilviškiai)
- Šeimenos seniūnija (Vilkaviškis)
- Vilkaviškio miesto seniūnija (Vilkaviškis)

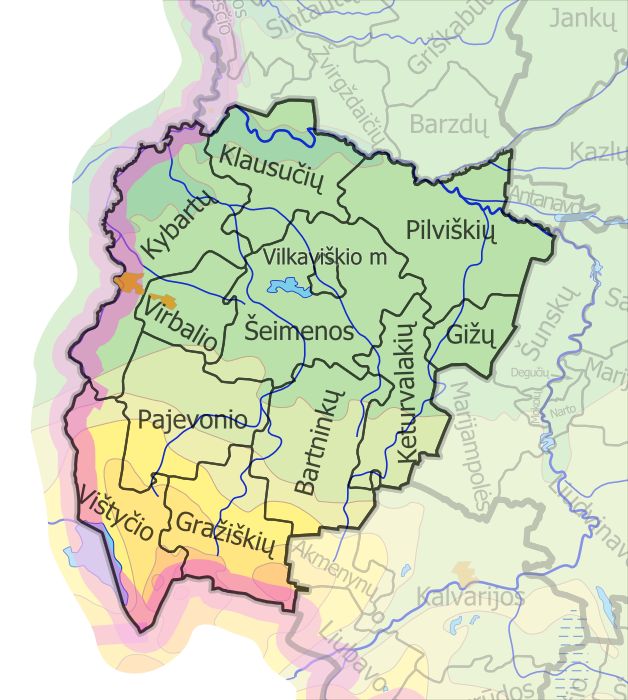
Seniūnijos de la municipalité du district de Vilkaviškis.

- Virbalio seniūnija (Virbalis)
- Vištyčio seniūnija (Vištytis)